# Газгородок
Газгородок — посёлок в Грозненском районе Чеченской Республики. Входит в Правобережненского сельского поселения.

## География
Посёлок расположен на правом берегу реки Терек, в 34 км к северу от города Грозный, напротив центра сельского поселения — села Правобережное, с которым посёлок фактически слился уже.  
Ближайшие населённые пункты: на северо-западе — село Левобережное, на севере — село Новое Солкушино, на северо-востоке — станица Николаевская, на востоке — село Правобережное, на юго-востоке — село Толстой-Юрт и на северо-западе — село Терское.

## Население
| 1990 | 2002  | 2010  |
| ---- | ----- | ----- |
| 970  | ↗1265 | ↗1499 |